# فرودگاه بین‌المللی دنیدن
فرودگاه بین‌المللی دنیدن (به انگلیسی: Dunedin International Airport) یک فرودگاه همگانی مسافربری با کد یاتا DUD است که یک باند فرود آسفالت دارد و طول باند آن ۱۹۰۰ متر است. این فرودگاه در شهر دنیدن کشور نیوزلند قرار دارد و در ارتفاع ۱٫۲ متری از سطح دریا واقع شده است.

## شرکت‌های هواپیمایی و مقصدهای پروازی

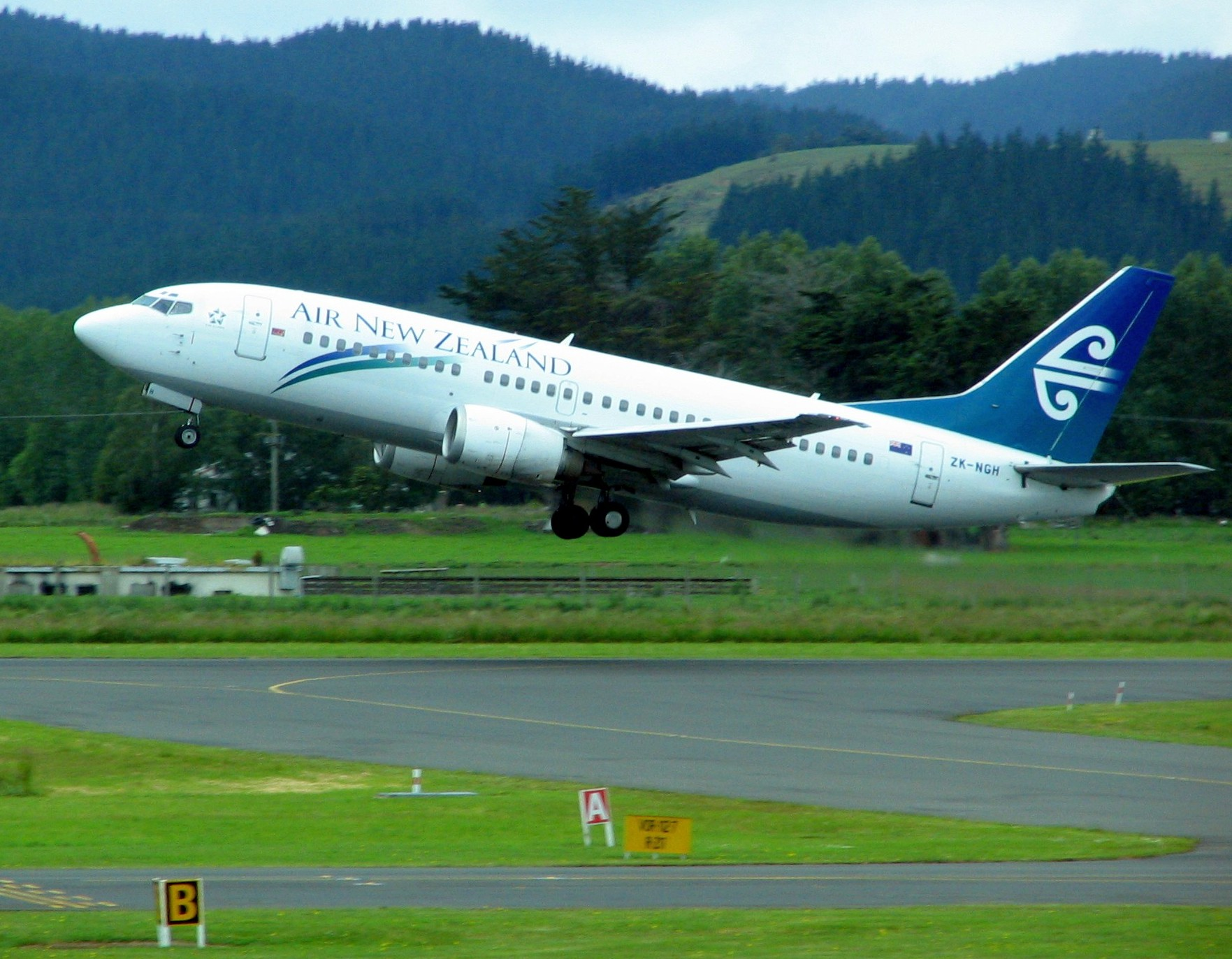
بوئینگ ۷۳۷ کلاسیک taking-off from Dunedin International Airport

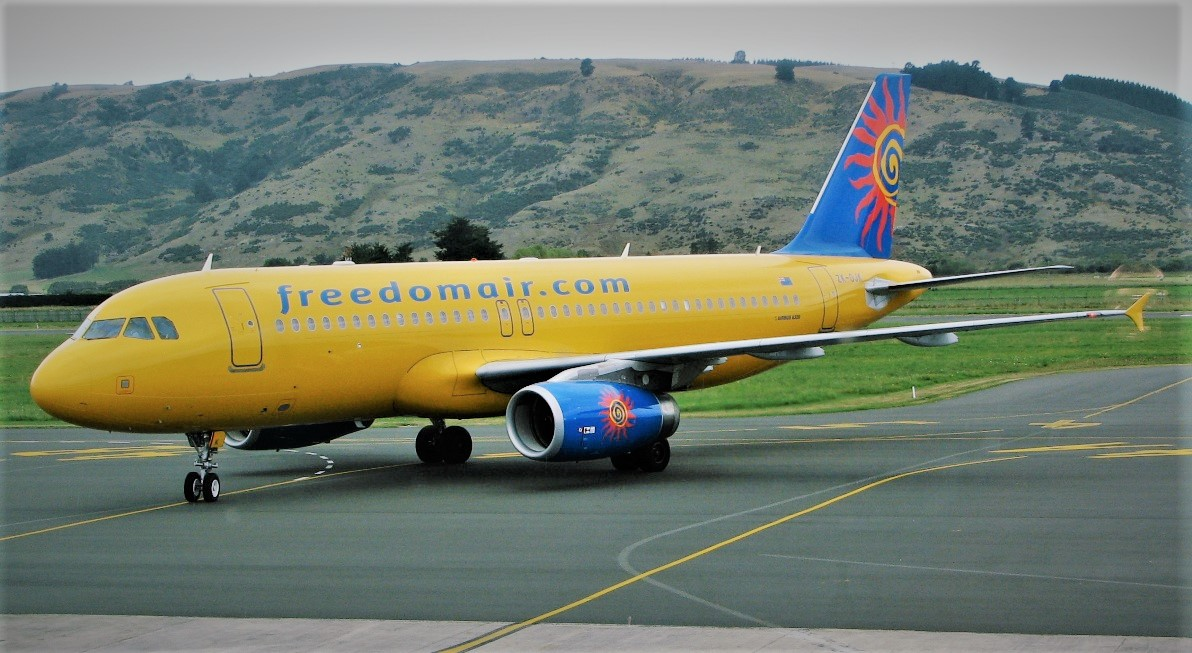
A Freedom Air Airbus 320-232 at Dunedin International Airport, ۲۰ فوریه ۲۰۰۶

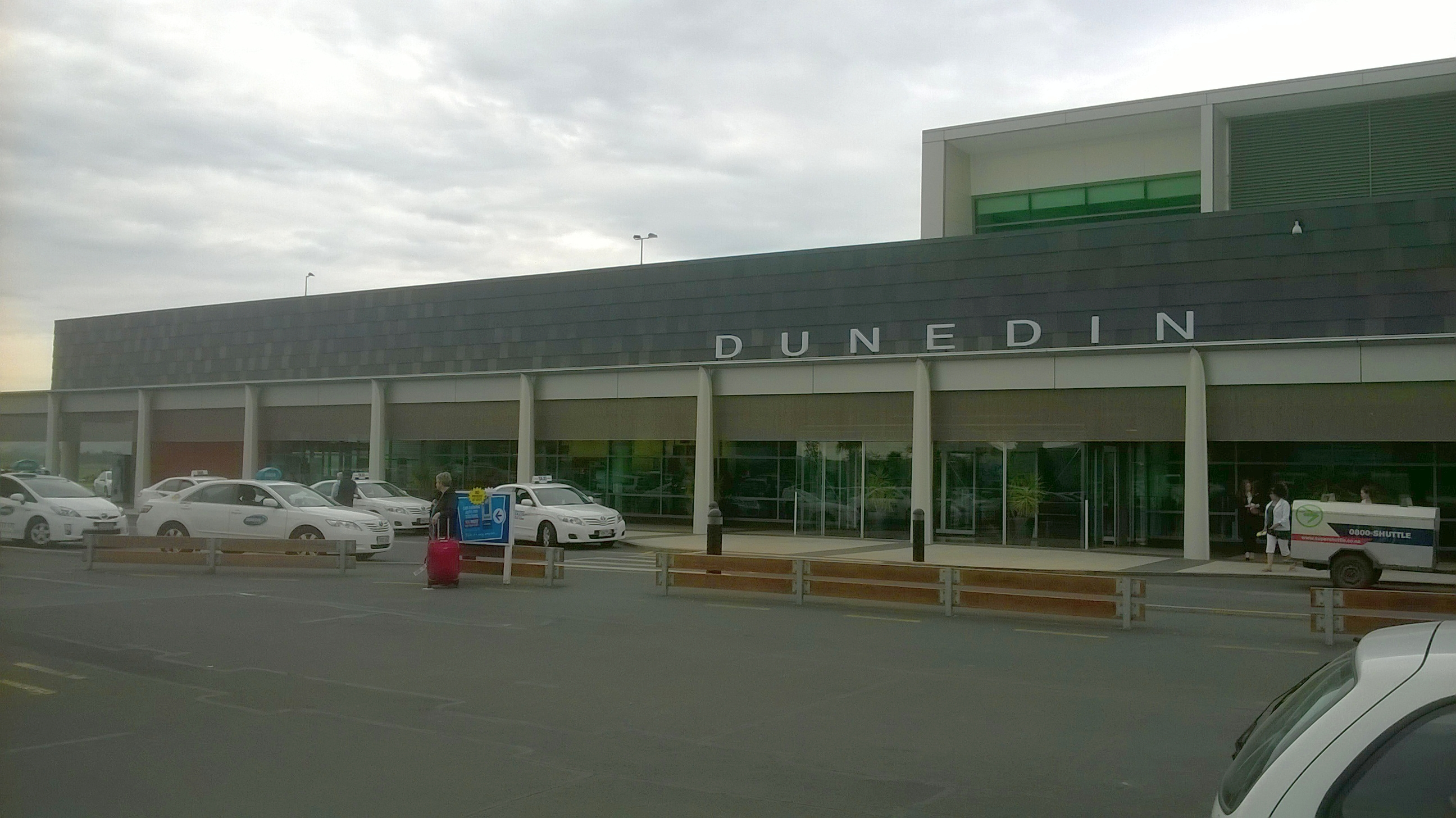
Dunedin Airport terminal building in 2014

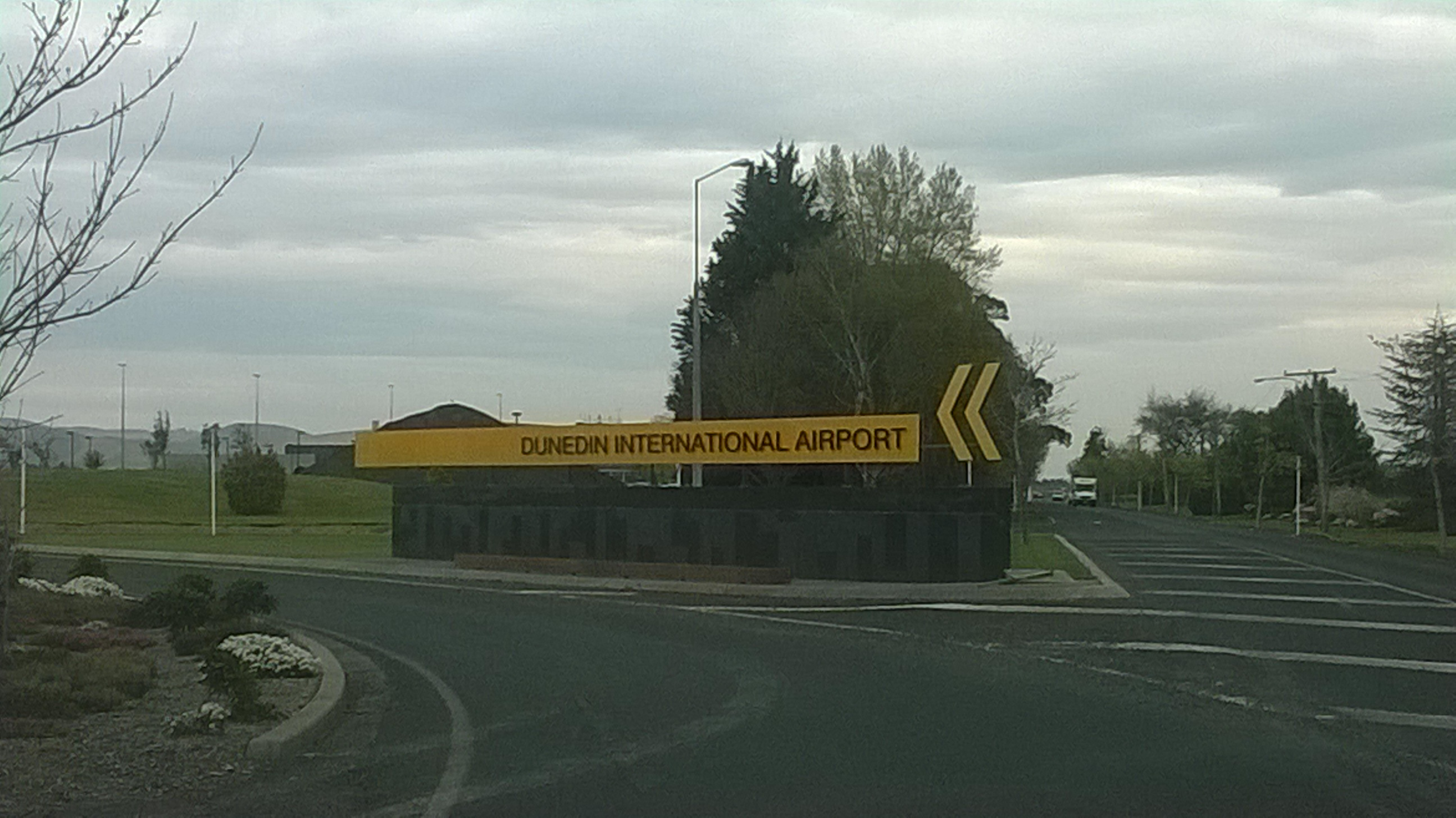
Dunedin Airport welcome sign, 2014

### مسافری
| شرکت‌های هواپیمایی                             | مقصدهای پروازی              |
| --------------------------------------------- | --------------------------- |
| ایر نیوزیلند                                  | اوکلند، کرایست‌چرچ، ولینگتون |
| ایر نیوزلند لینک اجرا توسط ایر نلسون          | کرایست‌چرچ                   |
| ایر نیوزلند لینک اجرا توسط Mount Cook Airline | کرایست‌چرچ، ولینگتون         |
| جت‌استار                                       | اوکلند، ولینگتون            |
| ویرجین استرالیا                               | بریزبن                      |

### Traffic
| Rank | Airport           | Passengers | % Change |
| ---- | ----------------- | ---------- | -------- |
| 1    | استرالیا, بریزبن  | 50,937     | 4.3      |
| 2    | استرالیا, ملبورن1 | 2,444      | 40.4     |
| 3    | استرالیا, سیدنی1  | 2,430      | 44.7     |

### Mainland Air
Mainland Air is based at the airport, and operates scenic, charter and ambulance flights. Mainland Aviation College, a division of Mainland Air, operates a flight training school.